# 船橋伸一
船橋 伸一（ふなばし しんいち、1969年 - ）は、日本の経済学者。専門は労働経済学・キャリア・デザイン。

## 経歴
1969年、愛知県名古屋市生まれ、豊橋市育ち。愛知県立時習館高等学校を卒業し、名古屋大学大学院経済学研究科から博士号（経済学）。
イギリス留学を通してオックスフォード大学およびセント・アンドリュース大学から入学資格を得る。国立大学を経て、現在、私立大学の教授となる。
最終取得学位は博士（経済学）。